# انانتم
اِنانتِـم (انگلیسی: Enanthem) در پزشکی به راش (بثورات کوچک) در غشای مخاطی گفته می‌شود. اِنانتِـم یکی از ویژگی‌های برخی عفونت‌های ویروسی است که در مبتلایان بیماری دست، پا و دهان، سرخک و گاهی آبله‌مرغان یا کووید ۱۹ دیده می‌شود. علاوه بر این، عفونت‌های باکتریایی مانند مخملک نیز ممکن است یکی از دلایل بروز اِنانتِـم باشند. بیماری‌های فوق معمولاً با اگزانتم و اِنانتِـم تظاهر می‌یابند.
اِنانتِـم همچنین می‌تواند نشانه‌ای از بیش‌حساسیتی باشد.